# 莎菲·戈德瓦塞尔
莎弗莉拉·「莎菲」·戈德瓦塞尔 （英語：Shafrira Goldwasser；1959年—），出生于美国，以色列计算机科学家。麻省理工学院电子工程和计算机科学的一名教授，以色列魏茨曼科學研究學院数学科学的一名教授。2012年她和希爾維奧·米卡利因其密码学的杰出工作获得图灵奖。她是美国工程院院士。

## 生平
戈德瓦塞尔出生于纽约市，1979年在卡内基梅隆大学获得数学和科学的學士学位，在加州大學柏克萊分校的计算机科学领域十分杰出曼纽尔·布卢姆的指导下于1981年获得该校计算机科学硕士学位，1984年获得博士学位。1983年加入麻省理工学院（MIT），1997年成为教授。1993年成为魏茨曼科學研究學院教授。她是麻省理工学院计算机科学计算理论和人工智能实验室的一员。戈德瓦塞尔和同事一起获得2012年图灵奖。